# Deutsche Leichtathletik-Meisterschaften 1977/Resultate
Der Hauptteil der Wettbewerbe bei den 77. Deutschen Leichtathletik-Meisterschaften wurde vom 5. bis 7. August 1977 im Hamburger Volksparkstadion ausgetragen.
In der hier vorliegenden Auflistung werden die in den verschiedenen Wettbewerben jeweils ersten acht platzierten Leichtathletinnen und Leichtathleten aufgeführt. Eine Übersicht mit den Medaillengewinnerinnen und -gewinnern sowie einigen Anmerkungen zu den Meisterschaften findet sich unter dem Link Deutsche Leichtathletik-Meisterschaften 1977.
Wie immer gab es zahlreiche Disziplinen, die zu anderen Terminen an anderen Orten stattfanden – in den folgenden Übersichten jeweils konkret benannt.

## Meisterschaftsresultate Männer

### 100 m
| Platz | Athlet, Verein                         | Zeit (s) |
| ----- | -------------------------------------- | -------- |
| 1     | Bernd Sattler (LAZ Ludwigshafen)       | 10,53    |
| 2     | Michael Gruse (SCC Berlin)             | 10,53    |
| 3     | Werner Bastians (TV Wattenscheid 01)   | 10,55    |
| 4     | Dieter Steinmann (TV Wattenscheid 01)  | 10,57    |
| 5     | Werner Zaske (SV Saar 05 Saarbrücken)  | 10,59    |
| 6     | Klaus-Dieter Bieler (LG Braunschweig)  | 10,63    |
| 7     | Ulrich Haupt (TSV Bayer 04 Leverkusen) | 10,72    |
| 8     | Karlheinz Weisenseel (LG Frankfurt)    | 11,01    |

Datum: 6. August
Wind: +1,6 m/s

### 200 m
| Platz | Athlet, Verein                            | Zeit (s) |
| ----- | ----------------------------------------- | -------- |
| 1     | Bernd Sattler (LAZ Ludwigshafen)          | 20,84    |
| 2     | Thomas Schultheiß (VT Zweibrücken)        | 21,25    |
| 3     | Klaus-Dieter Bieler (LG Braunschweig)     | 21,26    |
| 4     | Heiner Schumann (LG Frankfurt)            | 21,31    |
| 5     | Bernward Plenker (FC Bayer 05 Uerdingen)  | 21,40    |
| 6     | Klaus Ehl (TV Wattenscheid 01)            | 21,41    |
| 7     | Ulrich Haupt (TSV Bayer 04 Leverkusen)    | 21,48    |
| 8     | Bruno Werner (SV Salamander Kornwestheim) | 21,63    |

Datum: 7. August
Wind: +1,2 m/s

### 400 m
| Platz | Athlet, Verein                             | Zeit (s) |
| ----- | ------------------------------------------ | -------- |
| 1     | Bernd Herrmann (TSV Bayer 04 Leverkusen)   | 45,79    |
| 2     | Lothar Krieg (ASC Darmstadt)               | 46,29    |
| 3     | Günter Karge (TSV Bayer 04 Leverkusen)     | 46,73    |
| 4     | Michael Düsing (Jugend 07 Bergheim)        | 46,97    |
| 5     | Udo Thiel (TV Wattenscheid 01)             | 47,13    |
| 6     | Werner Schmal (LG Frankfurt)               | 47,29    |
| 7     | Joachim Rabstein (TSV Bayer 04 Leverkusen) | 47,30    |
| 8     | Ludger Zander (SpVgg Herten)               | 48,06    |

Datum: 6. August

### 800 m
| Platz | Athlet, Verein                          | Zeit (min) |
| ----- | --------------------------------------- | ---------- |
| 1     | Willi Wülbeck (SG Osterfeld Oberhausen) | 1:47,1     |
| 2     | Bernd Töpfer (LG Frankfurt)             | 1:47,6     |
| 3     | Heinz Maier (TV Eggenfelden)            | 1:47,9     |
| 4     | Herbert Wursthorn (TSG Reutlingen)      | 1:48,1     |
| 5     | Reiner Burmester (VfL Wolfsburg)        | 1:48,6     |
| 6     | Heinz Langenbach (CVJM Siegen)          | 1:48,9     |
| 7     | Werner Niederquell (OSC Thier Dortmund) | 1:49,8     |
| 8     | Michael Rohrbacher (TV Heppenheim)      | 1:49,9     |

Datum: 7. August

### 1500 m
| Platz | Athlet, Verein                          | Zeit (min) |
| ----- | --------------------------------------- | ---------- |
| 1     | Thomas Wessinghage (USC Mainz)          | 3:37,9     |
| 2     | Karl Fleschen (TSV Bayer 04 Leverkusen) | 3:37,4     |
| 3     | Michael Lederer (ASC Darmstadt)         | 3:38,9     |
| 4     | Harald Hudak (TSV Bayer 04 Leverkusen)  | 3:39,3     |
| 5     | Peter Belger (TuS 04 Leverkusen)        | 3:40,2     |
| 6     | Carlo Seck (USC Mainz)                  | 3:41,9     |
| 7     | Alfred Wunderlich (LG ESV/PSV Essen)    | 3:42,3     |
| 8     | Ingo Falk (LAZ Schleiden)               | 3:42,9     |

Datum: 6. August
Die in diesem Jahr so genannten ‚vier Musketiere‘, die auf den 1500 m mit sehr guten Leistungen auf den Sportveranstaltungen in der laufenden Saison bereits vorher geglänzt hatten, belegten auch hier bei den Deutschen Meisterschaften die Plätze 1 bis 4, wobei sich ‚Altmeister‘ Thomas Wessinghage etwas überraschend durchsetzen konnte.

### 5000 m
| Platz | Athlet, Verein                                   | Zeit (min) |
| ----- | ------------------------------------------------ | ---------- |
| 1     | Karl Fleschen (TSV Bayer 04 Leverkusen)          | 13:23,4    |
| 2     | Detlef Uhlemann (LG Jägermeister Bonn-Troisdorf) | 13:29,5    |
| 3     | Peter Weigt (LAC Quelle Fürth)                   | 13:39,4    |
| 4     | Christoph Herle (USC München)                    | 13:50,1    |
| 5     | Jochen Schirmer (LG Jägermeister Bonn-Troisdorf) | 13:55,1    |
| 6     | Günter Mielke (VfL Wolfsburg)                    | 13:56,3    |
| 7     | Werner Grommisch (LAZ bellanett Rhede)           | 13:57,6    |
| 8     | Günter Zahn (LAC Quelle Fürth)                   | 13:58,3    |

Datum: 7. August

### 10.000 m
| Platz | Athlet, Verein                                   | Zeit (min) |
| ----- | ------------------------------------------------ | ---------- |
| 1     | Detlef Uhlemann (LG Jägermeister Bonn-Troisdorf) | 28:03,4    |
| 2     | Karl Fleschen (TSV Bayer 04 Leverkusen)          | 28:09,1    |
| 3     | Peter Weigt (LAC Quelle Fürth)                   | 28:24,8    |
| 4     | Hans-Jürgen Orthmann (VfL Wehbach)               | 28:33,3    |
| 5     | Eberhard Weyel (TuS 04 Leverkusen)               | 28:33,4    |
| 6     | Jochen Schirmer (LG Jägermeister Bonn-Troisdorf) | 28:47,6    |
| 7     | Reinhard Leibold (LAC Quelle Fürth)              | 29:03,0    |
| 8     | Josef Lechner (TSV Meitingen)                    | 29:11,1    |

Datum: 29. Mai
fand in Dortmund statt

### 25-km-Straßenlauf
| Platz | Athlet, Verein                                    | Zeit (h) |
| ----- | ------------------------------------------------- | -------- |
| 1     | Edmundo Warnke (LAC Quelle Fürth)                 | 1:14:20  |
| 2     | Hans-Jürgen Orthmann (VfL Wehbach)                | 1:14:52  |
| 3     | Jochen Schirmer (LG Jägermeister Bonn-Troisdorf)  | 1:15:16  |
| 4     | Winfried Hellwig (LG Jägermeister Bonn-Troisdorf) | 1:16:56  |
| 5     | Günter Mielke (VfL Wolfsburg)                     | 1:17:02  |
| 6     | Anton Gorbunow (LAC Quelle Fürth)                 | 1:17:06  |
| 7     | Reinhard Leibold (LAC Quelle Fürth)               | 1:17:18  |
| 8     | Michael Spöttel (LG Kreis Verden)                 | 1:17:32  |

Datum: 9. April
fand im Rahmen des Paderborner Osterlaufs statt

### 25-km-Straßenlauf, Mannschaftswertung
| Platz | Verein, Besetzung                                                               | Zeit (h) |
| ----- | ------------------------------------------------------------------------------- | -------- |
| 1     | LAC Quelle Fürth (Edmundo Warnke, Anton Gorbunow, Reinhard Leibold)             | 3:48:44  |
| 2     | LG Jägermeister Bonn-Troisdorf (Jochen Schirmer, Winfried Hellwig, Valdur Koha) | 3:50:14  |
| 3     | VfL Wolfsburg (Günter Mielke, Wolfgang Siefert, Falko Will)                     | 3:53:58  |
| 4     | ASC Darmstadt (Helmut Jesberg, Mathias Krause, Karlheinz Pschera)               | 3:57:24  |
| 5     | 1. FC Nürnberg (Harald Döhla, Karl-Heinz Leis, Herrmann)                        | 3:59:20  |
| 6     | Neuköllner Sportfreunde (Ingo Sensburg, Klaus Rathjen, Stephan Dupke)           | 3:59:54  |
| 7     | LG Kreis Verden (Michael Spöttel, George Holden, Jürgen Schulze)                | 4:00:42  |
| 8     | LG Gut-Heil Neumünster (Wolfgang Krüger, Rüdiger Grube, Hans Wetzel)            | 4:01:36  |

Datum: 9. April
fand im Rahmen des Paderborner Osterlaufs statt

### Marathon
| Platz | Athlet, Verein                                    | Zeit (h)  |
| ----- | ------------------------------------------------- | --------- |
| 1     | Günter Mielke (VfL Wolfsburg)                     | 2:15:18,3 |
| 2     | Winfried Hellwig (LG Jägermeister Bonn-Troisdorf) | 2:15:36,3 |
| 3     | Paul Angenvoorth (FC Bayer 05 Uerdingen)          | 2:15:42,0 |
| 4     | Hans Gulyas (SG Siemens Karlsruhe)                | 2:16:55,7 |
| 5     | Karl Mann (ASC Darmstadt)                         | 2:17:04,3 |
| 6     | Reinhard Leibold (LAC Quelle Fürth)               | 2:17:15,8 |
| 7     | Werner Dörrenbächer (SV Saar 05 Saarbrücken)      | 2:17:47,8 |
| 8     | Edmundo Warnke (LAC Quelle Fürth)                 | 2:19:05,3 |

Datum: 10. September
fand als Separatstart beim Berlin-Marathon statt

### Marathon, Mannschaftswertung
| Platz | Verein, Besetzung                                                                   | Zeit (h)  |
| ----- | ----------------------------------------------------------------------------------- | --------- |
| 1     | LG Jägermeister Bonn-Troisdorf (Winfried Hellwig, Jochen Schirmer, Ludwig Haefele)  | 6:54:37,9 |
| 2     | LAC Quelle Fürth (Reinhard Leibold, Edmundo Warnke, Clemens Schneider-Strittmatter) | 6:59:09,2 |
| 3     | VfL Wolfsburg (Günter Mielke, Wolfgang Siefert, Falko Will)                         | 7:01:30,1 |
| 4     | LAC Neckar-Hüttenhardt (Gernod Bastian, Otto Metzger, Michael Breitrick)            | 7:09:19,4 |
| 5     | ASC Darmstadt (Karl Mann, Karlheinz Pschera, Walter Hirschhäuser)                   | 7:10:45,0 |
| 6     | Neuköllner Sportfreunde (Hans-Jürgen Rose, Ingo Sensburg, Klaus Rathjen)            | 7:12:08,0 |
| 7     | SV Saar 05 Saarbrücken (Werner Dörrenbächer, Peter Alt, Horst Behr)                 | 7:14:18,9 |
| 8     | Preussen Krefeld (Gerd Quack, Hanns Kirschke, Hermann Müller)                       | 7:20:44,4 |

Datum: 10. September
fand als Separatstart beim Berlin-Marathon statt

### 110 m Hürden
| Platz | Athlet, Verein                              | Zeit (s) |
| ----- | ------------------------------------------- | -------- |
| 1     | Dieter Gebhard (SV Salamander Kornwestheim) | 13,98    |
| 2     | Guido Kratschmer (USC Mainz)                | 14,11    |
| 3     | Hans-Walter Schmitt (USC Mainz)             | 14,28    |
| 4     | Ishtiaq Mubarak / Malaysia (USC Mainz)      | 14,29    |
| 5     | Wolfgang Muders (TSV Bayer 04 Leverkusen)   | 14,41    |
| 6     | Karl-Jörg Kerl (VfL Sindelfingen)           | 14,55    |
| 7     | Jürgen Steinacker (SV Wiesbaden)            | 14,58    |
| 8     | Karl-Werner Dönges (LC Völklingen)          | 15,09    |

Datum: 7. August
Wind: +1,6 m/s

### 400 m Hürden
| Platz | Athlet, Verein                       | Zeit (s)  |
| ----- | ------------------------------------ | --------- |
| 1     | Harald Schmid (TV Gelnhausen)        | 49,04 BRe |
| 3     | Ulrich Zunker (LBV Phönix Lübeck)    | 50,770000 |
| 2     | Rolf Ziegler (TV Wattenscheid 01)    | 50,770000 |
| 4     | Thomas Löwe (TSG Weinheim)           | 50,810000 |
| 5     | Elmar Peterke (TV Lahr)              | 51,850000 |
| 6     | Johannes Heling (TV Wattenscheid 01) | 51,880000 |
| 7     | Frank Czioska (USC Mainz)            | 51,930000 |
| 8     | Wolfgang Richter (LG USC Bochum)     | 53,420000 |

Datum: 6. August
Harald Schmid stellte mit 49,04 Sekunden den bestehenden DLV-Rekord ein.

### 3000 m Hindernis
| Platz | Athlet, Verein                             | Zeit (min) |
| ----- | ------------------------------------------ | ---------- |
| 1     | Michael Karst (USC Mainz)                  | 8:20,7     |
| 2     | Eberhard Weyel (TuS 04 Leverkusen)         | 8:25,4     |
| 3     | Wolf-Dieter Poschmann (TV Wattenscheid 01) | 8:32,2     |
| 4     | Oskar Huber (TV Kempten)                   | 8:34,1     |
| 5     | Gerd Frähmcke (Gut Heil Itzehoe)           | 8:37,1     |
| 6     | Patriz Ilg (TG Höfen)                      | 8:41,5     |
| 7     | Emmerich Huber (TSV Meitingen)             | 8:42,9     |
| 8     | Heinz Staab (LG Landkreis Aschaffenburg)   | 8:43,1     |

Datum: 6. August

### 4 × 100 m Staffel
| Platz | Verein, Besetzung                                                                          | Zeit (s) |
| ----- | ------------------------------------------------------------------------------------------ | -------- |
| 1     | TV Wattenscheid 01 I (Werner Bastians, Klaus Ehl, Friedhelm Heckel, Bernd Goldstein)       | 40,39    |
| 2     | SV Salamander Kornwestheim (Wolfgang Jäger, Dieter Gebhard, Bruno Werner, Rüdiger Harksen) | 40,50    |
| 3     | ASV Köln (Jansen, Robens, Jäkel, Franz-Josef Löhrer)                                       | 40,96    |
| 4     | Jugend 07 Bergheim (Heinz Busche, Robert Tempel, Späte, Karl-Josef Siep)                   | 41,04    |
| 5     | SCC Berlin (Boeck, Martin Szafranski, Beschert, Michael Gruse)                             | 41,19    |
| DNF   | LG Frankfurt (Wagner, Karlheinz Weisenseel, Heiner Schumann, Uwe Eisenreich)               |          |
| DNF   | TV Wattenscheid 01 II (H. Schmidt, Georg Gath, Udo Thiel, Dieter Steinmann)                |          |
| DSQ   | TV Wattenscheid 01 III (Peter Volmer, Johannes Heling, Terhorst, Meyer)                    |          |

Datum: 6. August

### 4 × 400 m Staffel
| Platz | Verein, Besetzung                                                                                | Zeit (min) |
| ----- | ------------------------------------------------------------------------------------------------ | ---------- |
| 1     | TSV Bayer 04 Leverkusen (Joachim Rabstein, Günter Karge, Franz-Peter Hofmeister, Bernd Herrmann) | 3:05,2     |
| 2     | Jugend 07 Bergheim (Schneider, Winfried Kessel, Wagner, Michael Düsing)                          | 3:08,3     |
| 3     | VfB Stuttgart (Falko Geiger, Karl-Heinz Bischoff, Schneider, Uwe Lenz)                           | 3:08,5     |
| 4     | VfL Wolfsburg (Stark, Rudolf Brumund, Starke, Hans-Joachim Wehrsen)                              | 3:08,9     |
| 5     | FC Bayer 05 Uerdingen (Norbert Sajons, Uwe Schummer, Gleen, Fritz Tille)                         | 3:12,5     |
| 6     | Stuttgarter Kickers, Junioren (Heiko Apfel, Max Eisele, Michael Friese, Wolfgang Leins)          | 3:13,5     |
| 7     | LAC Quelle Fürth (Michel, Herbert Peter, Hermann, Rudolf Hausner)                                | 3:14,1     |
| 8     | TK Hannover (J. Meyer, Klaus Ahlgrimm, Hans-Dieter Kawan, Mann)                                  | 3:14,6     |

Datum: 7. August

### 4 × 800 m Staffel
| Platz | Verein, Besetzung                                                                                      | Zeit (min) |
| ----- | --- | ---------- |
| 1     | SV Darmstadt 98 (M. Reibold, Peter Horn, Jürgen Lorösch, Hans Reibold)                                 | 7:26,8     |
| 2     | VfL Wolfsburg (Starke, Rehse, Ulrich Parthier, Reiner Burmester)                                       | 7:28,3     |
| 3     | LG Wedel-Pinneberg (Frerk Meyer, Alfred Pankow, Michael Krieg, Bernd Smrcka)                           | 7:28,5     |
| 4     | MTV Ingolstadt (Friedrich Schedlbauer, Hans Lang, Leonhard Händl, Hans-Peter Ferner)                   | 7:31,2     |
| 5     | TuS 04 Leverkusen (Thiel, Olaf Schneidewind, Köhler, Kaddatz)                                          | 7:34,8     |
| 6     | LG Jägermeister Bonn-Troisdorf (Walter Hütter, Rudolf Brückner, Kai Hummel, Hans Josef Diekmannshenke) | 7:35,7     |
| 7     | DSC Oldenburg (Hagendorf, Poich, Keller, Jost Wollstein)                                               | 7:37,3     |
| 8     | DJK Aschaffenburg (Manfred Breitenbach, Beck, Alexander Rohe, Klaus-Peter Nabein)                      | 7:49,3     |

Datum: 18. September
fand in Waiblingen im Rahmen der Deutschen Jugendmeisterschaften statt

### 4 × 1500 m Staffel
| Platz | Verein, Besetzung                                                                                 | Zeit (min) |
| ----- | ------------------------------------------------------------------------------------------------- | ---------- |
| 1     | TSV Bayer 04 Leverkusen (Romolo / Italien, Dieter Riebe, Harald Hudak, Karl Fleschen)             | 15:09,2    |
| 2     | USC Mainz (Carlo Seck, Leo Thoma, Michael Karst, Dr. Thomas Wessinghage)                          | 15:14,7    |
| 3     | FC Bayer 05 Uerdingen (Leach, Hutchings, Grant, Crabb / alle Großbritannien)                      | 15:15,5    |
| 4     | VfL Waiblingen (Roland Jaroschek, Volkmar Betz, Ulrich Betz, Jürgen Grothe)                       | 15:22,1    |
| 5     | LG Lage-Detmold (Dietmar Benning, Dirk Sander, Peter Döbler, Friedrich Räker)                     | 15:23,1    |
| 6     | SG Osterfeld Oberhausen (Rainer Wiegand, Hoffmann, Willi de Haan, Willi Wülbeck)                  | 15:30,7    |
| 7     | LAC Quelle Fürth (Eberhard Helm, Alfred Rupp, Günter Zahn, Hans-Joachim Woigk)                    | 15:33,4    |
| 8     | LG Jägermeister Bonn-Troisdorf (Bernhard Gatzke, Hans-Josef Haas, Valdur Koha, Norbert Dreifürst) | 15:34,5    |

Datum: 18. September
fand in Waiblingen im Rahmen der Deutschen Jugendmeisterschaften statt

### 20-km-Gehen
| Platz | Athlet, Verein                             | Zeit (h)  |
| ----- | ------------------------------------------ | --------- |
| 1     | Gerhard Weidner (TSV Salzgitter)           | 1:32:07,3 |
| 2     | Hans Michalski (Eintracht Frankfurt)       | 1:34,15,7 |
| 3     | Heinrich Schubert (LAC Quelle Fürth)       | 1:34:33,2 |
| 4     | Wolfgang Werner (LAC Quelle Fürth)         | 1:34:46,4 |
| 5     | Jürgen Meyer (TuS Ricklingen)              | 1:36:25,2 |
| 6     | Horst-Rüdiger Magnor (Eintracht Frankfurt) | 1:37:34,6 |
| 7     | Karl Degener (TSV Salzgitter)              | 1:37:42,3 |
| 8     | Jürgen Hold (LG Unterweser Brake)          | 1:38:16,2 |

Datum: 6. August

### 20-km-Gehen, Mannschaftswertung
| Platz | Verein, Besetzung                                                           | Zeit (h)  |
| ----- | --------------------------------------------------------------------------- | --------- |
| 1     | TSV Salzgitter (Gerhard Weidner, Karl Degener, Hans-Joachim Kloppe)         | 4:49:10,3 |
| 2     | Eintracht Frankfurt (Hans Michalski, Horst-Rüdiger Magnor, Walter Drössler) | 4:51:05,4 |
| 3     | TuS Ricklingen (Meyer, Michael Ritter, Lüdtke)                              | 4:59:44,1 |
| 4     | LG Wedel-Pinneberg (Gerd Schuth, Bernd Ockelmann, Frank Klatt)              | 5:05:30,2 |
| 5     | VfV Hildesheim (Wochnik, Walter Schwoche, Hannes Koch)                      | 5:08:04,2 |
| 6     | ASV Bellenberg (Wolfgang Wiedemann, Walter Immerz, Herbert Klaus)           | 5:09:31,0 |
| 7     | LG Unterweser Brake (Jürgen Hold, Detlef Heitmann, Gerhard Scholz)          | 5:10:43,1 |
| 8     | TSG 1878 Heidelberg (Peter Norden, Heinrich Jakob, Heyda)                   | 5:10:45,1 |

Datum: . August

### 50-km-Gehen
| Platz | Athlet, Verein                             | Zeit (h)  |
| ----- | ------------------------------------------ | --------- |
| 1     | Gerhard Weidner (TSV Salzgitter)           | 4:09:40,0 |
| 2     | Heinrich Schubert (LAC Quelle Fürth)       | 4:10:22,7 |
| 3     | Hans Binder (Post-SV Mühldorf)             | 4:10:58,0 |
| 4     | Alfons Schwarz (LAC Quelle Fürth)          | 4:17:23,9 |
| 5     | Wolfgang Werner (LAC Quelle Fürth)         | 4:18:24,4 |
| 6     | Karl Degener (TSV Salzgitter)              | 4:19:23,0 |
| 7     | Hannes Koch (VfV Hildesheim)               | 4:24:34,2 |
| 8     | Horst-Rüdiger Magnor (Eintracht Frankfurt) | 4:27:12,0 |

Datum: 9. Oktober
fand in Mühldorf statt

### 50-km-Gehen, Mannschaftswertung
| Platz | Verein, Besetzung                                                           | Zeit (h)   |
| ----- | --------------------------------------------------------------------------- | ---------- |
| 1     | LAC Quelle Fürth (Heinrich Schubert, Alfons Schwarz, Wolfgang Werner)       | 12:46:11,2 |
| 2     | TSV Salzgitter (Gerhard Weidner, Karl Degener, Hans-Joachim Kloppe)         | 13:00:24,4 |
| 3     | Eintracht Frankfurt (Horst-Rüdiger Magnor, Walter Drössler, Hans Michalski) | 13:32:53,2 |
| 4     | VfV Hildesheim (Hannes Koch, Wochnik, Hintenberg)                           | 13:56:23,8 |
| 5     | TSG 1878 Heidelberg (Peter Norden, Heyda, Heinrich Jakob)                   | 14:02:42,4 |
| 6     | LG Wedel-Pinneberg (Bernd Ockelmann, Rainer Heidemann, Dr, Harm Brandt)     | 14:06:11,3 |
| 7     | Post-SV Mühldorf (Hans Binder, Martin Unterholzner, Heilmann)               | 14:17:52,4 |
| 8     | Eintracht Bad Kreuznach (Rainer Tryankowski, Gerd Birnstock, J. Koch)       | 14:19:55,6 |

Datum: . 9. Oktober
fand in Mühldorf statt

### Hochsprung
| Platz | Athlet, Verein                               | Höhe (m) |
| ----- | -------------------------------------------- | -------- |
| 1     | Andre Schneider (TV Wattenscheid 01)         | 2,19     |
| 2     | Paul Frommeyer (DJK Arminia Ibbenbüren)      | 2,19     |
| 3     | Carlo Thränhardt (ASV Köln)                  | 2,16     |
| 4     | Wolfgang Bachl (VfB Stuttgart)               | 2,16     |
| 5     | Jochen Schieker (TG Heilbronn)               | 2,13     |
| 6     | Andreas Ketterer (Rot-Weiß Koblenz)          | 2,13     |
| 6     | Otmar Seehorsch (TG Heilbronn)               | 2,13     |
| 8     | Jürgen Lichtenberg (TSV Bayer 04 Leverkusen) | 2,10     |

Datum: 7. August

### Stabhochsprung
| Platz | Athlet, Verein                                  | Höhe (m) |
| ----- | ----------------------------------------------- | -------- |
| 1     | Günther Lohre (SV Salamander Kornwestheim)      | 5,40     |
| 2     | Robert Pullard / USA (USC Mainz)                | 5,25     |
| 3     | Hans Gedrat (TV Wattenscheid 01)                | 5,10     |
| 4     | Theo Walpurgis (ASV Köln)                       | 4,90     |
| 5     | Dietmar Wesp (LG Rems-Murr)                     | 4,70     |
| 5     | Jürgen Winkler (LG Jägermeister Bonn-Troisdorf) | 4,70     |
| 7     | Wolfgang Mohr (TV Wattenscheid 01)              | 4,70     |
| 8     | Dietmar Coss (TV Wattenscheid 01)               | 4,50     |
| 8     | Dr. Reiner Liese (ASC Darmstadt)                | 4,50     |

Datum: 6. August

### Weitsprung
| Platz | Athlet, Verein                          | Weite (m) |
| ----- | --------------------------------------- | --------- |
| 1     | Jochen Verschl (VfB Stuttgart)          | 7,96      |
| 2     | Joachim Busse (TSV Bayer 04 Leverkusen) | 7,93      |
| 3     | Hans Baumgartner (ASC Darmstadt)        | 7,85      |
| 4     | Winfried Klepsch (TG Düsseldorf)        | 7,85      |
| 5     | Hans-Jürgen Berger (TuS 04 Leverkusen)  | 7,84      |
| 6     | Ulrich Meier (LG Offenburg)             | 7,49      |
| 7     | Dr. Hans Schicker (LG Stiftland)        | 7,48      |
| 8     | Clemens Prokop (LG Regensburg)          | 7,36      |

Datum: 6. August

### Dreisprung
| Platz | Athlet, Verein                    | Weite (m) |
| ----- | --------------------------------- | --------- |
| 1     | Klaus Kübler (LG Rems-Murr)       | 16,39     |
| 2     | Wolfgang Kolmsee (VfB Stuttgart)  | 16,18     |
| 3     | Ludwig Franz (LAC Quelle Fürth)   | 15,77     |
| 4     | Johannes Schulte (USC Mainz)      | 15,37     |
| 5     | Theo Stappen (TV Wattenscheid 01) | 15,34     |
| 6     | Lutz Raschke (OSC Berlin)         | 15,11     |
| 7     | Dieter Eckert (LC Mengerskirchen) | 14,98     |
| 8     | Michael Sauer (USC Mainz)         | 14,97     |

Datum: 6. August

### Kugelstoßen
| Platz | Athlet, Verein                            | Weite (m) |
| ----- | ----------------------------------------- | --------- |
| 1     | Ralf Reichenbach (OSC Berlin)             | 20,82 BR  |
| 2     | Mac Wilkins / USA (LAC Quelle Fürth)      | 19,44000  |
| 3     | Gerhard Steines (TV Wattenscheid 01)      | 18,96000  |
| 4     | Josef Forst (TV Wattenscheid 01)          | 18,55000  |
| 5     | Henning Maßholder (USC Mainz)             | 18,49000  |
| 6     | Joachim Krug (ASV Köln)                   | 17,90000  |
| 7     | Claus-Dieter Föhrenbach (LG Ortenau-Nord) | 17,63000  |
| 8     | Heinrich Porsch (LG Bamberg)              | 17,46000  |

Datum: 7. August
Ralf Reichenbach erzielte mit seinem Siegesstoß von 20,82 m einen neuen DLV-Rekord.

### Diskuswurf
| Platz | Athlet, Verein                            | Weite (m) |
| ----- | ----------------------------------------- | --------- |
| 1     | Mac Wilkins / USA (LAC Quelle Fürth)      | 64,86     |
| 2     | Hein-Direck Neu (TSV Bayer 04 Leverkusen) | 62,54     |
| 3     | Alwin Wagner (USC Mainz)                  | 61,12     |
| 4     | Thomas Berlep (LG Frankfurt)              | 57,48     |
| 5     | Peter Schulze (KSV Hessen Kassel)         | 54,80     |
| 6     | Wolfgang Klein (LC Rehlingen)             | 53,78     |
| 7     | Peter Melzer (LG Süd Berlin)              | 53,64     |
| 8     | Rolf Danneberg (LG Wedel-Pinneberg)       | 53,36     |

Datum: 6. August

### Hammerwurf
| Platz | Athlet, Verein                             | Weite (m) |
| ----- | ------------------------------------------ | --------- |
| 1     | Karl-Hans Riehm (TV Wattenscheid 01)       | 74,70     |
| 2     | Manfred Hüning (LAZ Rhede)                 | 72,70     |
| 3     | Roland Klein (USC Mainz)                   | 70,22     |
| 4     | Edwin Klein (TSV Bayer 04 Leverkusen)      | 70,04     |
| 5     | Hans-Martin Lotz (SV Polizei Hamburg)      | 69,30     |
| 6     | Manfred Schubert (TSV Bayer 04 Leverkusen) | 68,56     |
| 7     | Klaus Ploghaus (ASC Darmstadt)             | 68,06     |
| 8     | Roland Kempf (TV Wattenscheid 01)          | 64,62     |

Datum: 7. August

### Speerwurf
| Platz | Athlet, Verein                                  | Weite (m) |
| ----- | ----------------------------------------------- | --------- |
| 1     | Michael Wessing (TV Wattenscheid 01)            | 85,94     |
| 2     | Klaus Tafelmeier (TSV Bayer 04 Leverkusen)      | 81,42     |
| 3     | Helmut Schreiber (LG Staufen)                   | 78,98     |
| 4     | Klaus Wolfermann (SV Gendorf)                   | 76,36     |
| 5     | Josef Schaffarzik (ESV Nürnberg Rangierbahnhof) | 73,14     |
| 6     | Friedel Löser (TV Wattenscheid 01)              | 72,10     |
| 7     | Kurt Bendlin (LG Ruhpolding-Bergen)             | 72,28     |
| 8     | Axel Jelten (TSV Schwaben Augsburg)             | 70,92     |

Datum: 7. August

### Zehnkampf,1965er Wertung
| Platz | Athlet, Verein                             | P – offiz. Wert. | P – 85er Wert. |
| ----- | ------------------------------------------ | ---------------- | -------------- |
| 1     | Guido Kratschmer (USC Mainz)               | 7972             | 7928           |
| 2     | Claus Marek (TSV Bayer 04 Leverkusen)      | 7875             | 7793           |
| 3     | Herbert Böck (LAC Quelle Fürth)            | 7619             | 7571           |
| 4     | Norbert Hoischen (TSV Bayer 04 Leverkusen) | 7613             | 7576           |
| 5     | Rudolf Brumund (VfL Wolfsburg)             | 7567             | 7499           |
| 6     | Fritz Mehl (TG Nürtingen)                  | 7545             | 7443           |
| 7     | Dieter Tenhaff (TSV Bayer 04 Leverkusen)   | 7500             | 7408           |
| 8     | Franz Mayr (TV Wattenscheid 01)            | 7304             | 7209           |

Datum: 27./28. August
fand in Hannover statt

### Zehnkampf,1965er Wertung– Mannschaftswertung
| Platz | Verein, Besetzung                                                            | Leistung (Pkte) |
| ----- | ---------------------------------------------------------------------------- | --------------- |
| 1     | TSV Bayer 04 Leverkusen I (Claus Marek, Wolfgang Muders, Norbert Hoischen)   | 23.268          |
| 2     | USC Mainz I (Guido Kratschmer, Alexander Wernsdorfer, Frank Hensel)          | 22.220          |
| 3     | LAC Quelle Fürth (Herbert Böck, Herbert Peter, Rudolf Hausner)               | 22.107          |
| 4     | TSV Bayer 04 Leverkusen II (Dieter Tenhaff, Dieter Leyckes, Theo Steinacker) | 21.994          |
| 5     | TG Nürtingen (Fritz Mehl, Klaus Flakus, Gerhard Klinger)                     | 21.429          |
| 6     | ASV Köln (Theo Walpurgis, Gruhlke, Schenk)                                   | 20.683          |
| 7     | LG Jägermeister Bonn-Troisdorf (Walter Mössle, Dieter Altmann, Holler)       | 20.342          |
| 8     | USC Mainz II (Helmut Kammermeier, Betz, Heinrich)                            | 20.329          |

Datum: 27./28. August
fand in Hannover statt

### CrosslaufMittelstrecke –5750 m
| Platz | Athlet, Verein                                | Zeit (min) |
| ----- | --------------------------------------------- | ---------- |
| 1     | Günter Zahn (LAC Quelle Fürth)                | 16:41,8    |
| 2     | Manfred Schoeneberg (OSC Thier Dortmund)      | 16:45,6    |
| 3     | Eberhard Weyel (TuS 04 Leverkusen)            | 16:49,2    |
| 4     | Detlef Schröder (TV Wattenscheid 01)          | 16:53,2    |
| 5     | Josef Lechner (TSV Meitingen)                 | 16:55,6    |
| 6     | Wolfgang Soukup (LG Wedel-Pinneberg)          | 16:57,2    |
| 7     | Oskar Huber (TV Kempten 1856)                 | 16:59,4    |
| 8     | Edmund Kaul (LG DJK boullo Andernach-Neuwied) | 17:03,4    |

Datum: 5. März
fand in Neumünster statt

### CrosslaufMittelstrecke –5750 m, Mannschaftswertung
| Platz | Verein, Besetzung                                                        | Platzziffer |
| ----- | ------------------------------------------------------------------------ | ----------- |
| 1     | LAC Quelle Fürth (Günter Zahn, Oswald Engel, Alfred Rupp)                | 39          |
| 2     | LG DJK boullo Andernach-Neuwied (Edmund Kaul, Schäfer, Michael Nagel)    | 41          |
| 3     | TSV Meitingen (Josef Lechner, Emmerich Huber, Bernhard Geiger)           | 48          |
| 4     | TV Wattenscheid 01 (Detlef Schröder, Hans-Dieter Schulten, Günther Korb) | 50          |
| 5     | Neuköllner Sportfreunde (Ingo Sensburg, Klaus Rathjen, Michael Weiß)     | 66          |
| 6     | LG Wedel-Pinneberg (Wolfgang Soukup, Alfred Pankow, Robert Olshausen)    | 87          |
| 7     | SCC Berlin (Mathias Einert, Ingo Simonsen, Ignaz Waude)                  | 94          |
| 8     | OSC Thier Dortmund (Manfred Schoeneberg, Schürmann, Reid)                | 94          |

Datum: 5. März
fand in Neumünster statt

### CrosslaufLangstrecke –11.500 m
| Platz | Athlet, Verein                                   | Zeit (min) |
| ----- | ------------------------------------------------ | ---------- |
| 1     | Edmundo Warnke (LAC Quelle Fürth)                | 33:35,8    |
| 2     | Hans-Jürgen Orthmann (VfL Wehbach)               | 33:36,8    |
| 3     | Detlef Uhlemann (LG Jägermeister Bonn-Troisdorf) | 33:38,8    |
| 4     | Michael Karst (USC Mainz)                        | 34:110     |
| 5     | Christoph Herle (USC München)                    | 34:220     |
| 6     | Michael Lederer (ASC Darmstadt)                  | 34:290     |
| 7     | Jochen Schirmer (LG Jägermeister Bonn-Troisdorf) | 34:400     |
| 8     | Karl Mann (ASC Darmstadt)                        | 34:460     |

Datum: 5. März
fand in Neumünster statt

### CrosslaufLangstrecke –11.500 m, Mannschaftswertung
| Platz | Verein, Besetzung                                                       | Platzziffer |
| ----- | ----------------------------------------------------------------------- | ----------- |
| 1     | LG Bonn-Troisdorf (Detlef Uhlemann, Jochen Schirmer, Winfried Hellwig)  | 020         |
| 2     | ASC Darmstadt I (Michael Lederer, Karl Mann, Friedrich Kreth)           | 023         |
| 3     | LAC Quelle Fürth (Edmundo Warnke, Anton Gorbunow, Reinhard Leibold)     | 051         |
| 4     | ASC Darmstadt II (Winfried Diederichs, Helmut Jesberg, Werner Schumann) | 069         |
| 5     | Gut-Heil Itzehoe (Gerd Frähmcke, Klaus Schaumlöffel, Segebrecht)        | 109         |
| 6     | SV Saar 05 Saarbrücken (Peter Alt, Werner Dörrenbächer, Brill)          | 113         |
| 7     | LG Lage-Detmold (Norbert Bollweg, Friedrich Räker, Brandt)              | 132         |
| 8     | Hamburger SV (Bernd-Joachim Deters, Joachim Daduna, Wessoly)            | 138         |

Datum: 5. März
fand in Neumünster statt

## Meisterschaftsresultate Frauen

### 100 m
| Platz | Athletin, Verein                          | Zeit (s) |
| ----- | ----------------------------------------- | -------- |
| 1     | Elvira Possekel (TSV Bayer 04 Leverkusen) | 11,54    |
| 2     | Dagmar Schenten (LG Frankfurt)            | 11,64    |
| 3     | Ulrike Sommer (LG Fichtelgebirge)         | 11,66    |
| 4     | Petra Sharp (LAC Quelle Fürth)            | 11,67    |
| 5     | Gisela Grässle (LG Staufen)               | 11,68    |
| 6     | Cornelia Schniggendiller (LG Gütersloh)   | 11,83    |
| 7     | Christa Feeder (VfL Wolfsburg)            | 11,90    |
| 8     | Claudia Steger (TSV Göggingen)            | 12,00    |

Datum: 6. August
Wind: +1,2 m/s

### 200 m
| Platz | Athletin, Verein                          | Zeit (s) |
| ----- | ----------------------------------------- | -------- |
| 1     | Dagmar Schenten (LG Frankfurt)            | 23,19    |
| 2     | Gaby Bußmann (OSC Thier Dortmund)         | 23,54    |
| 3     | Elvira Possekel (TSV Bayer 04 Leverkusen) | 23,55    |
| 4     | Petra Sharp (LAC Quelle Fürth)            | 23,57    |
| 5     | Claudia Steger (TSV Göggingen)            | 23,62    |
| 6     | Cornelia Schniggendiller (LG Gütersloh)   | 23,75    |
| 7     | Ute Finger (LG USC Bochum)                | 23,95    |
| DNS   | Gisela Grässle (LG Staufen)               |          |

Datum: 7. August
Wind: +0,8 m/s

### 400 m
| Platz | Athletin, Verein                                         | Zeit (s) |
| ----- | -------------------------------------------------------- | -------- |
| 1     | Dagmar Fuhrmann, geborene Jost (LG Frankfurt)            | 51,89    |
| 2     | Erika Weinstein, geborene Götz (TSV Bayer 04 Leverkusen) | 52,96    |
| 3     | Marlies Kühn (LG Jägermeister Bonn-Troisdorf)            | 53,44    |
| 4     | Elke Decker (TuS 04 Leverkusen)                          | 53,51    |
| 5     | Evelyn Rauhut (Eintracht Duisburg)                       | 53,58    |
| 6     | Elke Barth (TSV Bayer Dormagen)                          | 53,81    |
| 7     | Brigitte Brückner (LG Erlangen)                          | 54,68    |
| 8     | Regina Westedt (VfL Wolfsburg)                           | 54,87    |

Datum: 7. August

### 800 m
| Platz | Athletin, Verein                       | Zeit (min) |
| ----- | -------------------------------------- | ---------- |
| 1     | Ursula Hook (Blau-Gelb Marburg)        | 2:01,7     |
| 2     | Elisabeth Schacht (OSC Thier Dortmund) | 2:01,7     |
| 3     | Janice Merrill / USA (USC Mainz)       | 2:02,8     |
| 4     | Brigitte Koczelnik (TuS 04 Leverkusen) | 2:03,4     |
| 5     | Irene Goeser (TSG Schnaitheim)         | 2:04,3     |
| 6     | Petra Kleinbrahm (TuS 04 Leverkusen)   | 2:04,8     |
| 7     | Beate Matzerath (Oberhausener TV)      | 2:05,1     |
| 8     | Petra Jürgensen (Hamburger SV)         | 2:05,5     |

Datum: 6. August

### 1500 m
| Platz | Athletin, Verein                               | Zeit (min) |
| ----- | ---------------------------------------------- | ---------- |
| 1     | Janice Merrill / USA (USC Mainz)               | 4:06,5     |
| 2     | Brigitte Kraus (ASV Köln)                      | 4:08,7     |
| 3     | Angelika Kullmann (Mettmanner TV)              | 4:17,9     |
| 4     | Charlotte Teske, geb. Bernhard (ASC Darmstadt) | 4:18,0     |
| 5     | Monika Greschner (ASV Köln)                    | 4:20,0     |
| 6     | Maria Mödl (MTV Ingolstadt)                    | 4:22,0     |
| 7     | Mathilde Heuing (Bielefelder TG)               | 4:22,2     |
| 8     | Elvira Hofmann (TV Bad Mergentheim)            | 4:22,7     |

Datum: 7. August

### 3000 m
| Platz | Athletin, Verein                                        | Zeit (min) |
| ----- | ------------------------------------------------------- | ---------- |
| 1     | Brigitte Kraus (ASV Köln)                               | 9:14,1     |
| 2     | Charlotte Teske, geb. Bernhard (ASC Darmstadt)          | 9:22,3     |
| 3     | Päivi Roppo / Finnland (LG Jägermeister Bonn-Troisdorf) | 9:27,8     |
| 4     | Manuela Angenvoorth, geb. Preuß (FC Bayer 05 Uerdingen) | 9:28,0     |
| 5     | Angelika Kullmann (Mettmanner TV)                       | 9:28,4     |
| 6     | Renate Kieninger (LG Offenburg)                         | 9:32,9     |
| 7     | Mathilde Heuing (Bielefelder TG)                        | 9:36,0     |
| 8     | Heide Brenner (LG Jägermeister Bonn-Troisdorf)          | 9:36,1     |

Datum: 29. Mai
fand in Dortmund statt

### 25-km-Straßenlauf
| Platz | Athletin, Verein                                                    | Zeit (h) |
| ----- | ------------------------------------------------------------------- | -------- |
| 1     | Christa Vahlensieck, geb. Kofferschläger (Barmer TV 1846 Wuppertal) | 1:30:12  |
| 2     | Charlotte Teske, geb. Bernhard (ASC Darmstadt)                      | 1:30:52  |
| 3     | Manuela Angenvoorth, geb. Preuß (FC Bayer 05 Uerdingen)             | 1:32:56  |
| 4     | Gisela Schneider (TuS Iserlohn)                                     | 1:37:56  |
| 5     | Irene Schneider (LG Jägermeister Bonn-Troisdorf)                    | 1:38:46  |
| 6     | Regina Schiek (ESV Münster)                                         | 1:38:48  |
| 7     | Annemarie Hilkenbach (Post-SV Brilon)                               | 1:39:08  |
| 8     | Gerda Reinke (SCC Berlin)                                           | 1:39:56  |

Datum: 9. April
fand im Rahmen des Paderborner Osterlaufs statt

### Marathon
| Platz | Athletin, Verein                                                    | Zeit (h)      |
| ----- | ------------------------------------------------------------------- | ------------- |
| 1     | Christa Vahlensieck, geb. Kofferschläger (Barmer TV 1846 Wuppertal) | 2:34:47,5 WBL |
| 2     | Manuela Angenvoorth, geb. Preuß (FC Bayer 05 Uerdingen)             | 2:38:09,40000 |
| 3     | Gisela Schneider (TuS Iserlohn)                                     | 2:55:09,50000 |
| 4     | Ursula Blaschke (SCC Berlin)                                        | 2:56:12,50000 |
| 5     | Jutta von Haase (LG Süd Berlin)                                     | 2:58:46,50000 |
| 6     | Gerda Reinke (SCC Berlin)                                           | 3:00:34,10000 |
| 7     | Wilma Rudolf (TV 1846 Eberbach)                                     | 3:02:08,20000 |
| 8     | Regina Schiek (ESV Münster)                                         | 3:03:36,40000 |

Datum: 10. September
fand als Separatstart beim Berlin-Marathon statt
Christa Vahlensieck stellte in diesem Rennen eine neue Weltbestleistung auf.

### 100 m Hürden
| Platz | Athletin, Verein                              | Zeit (s) |
| ----- | --------------------------------------------- | -------- |
| 1     | Silvia Kempin, geb. Käwel (TuS 04 Leverkusen) | 13,38    |
| 2     | Ursula Schalück (OSC Thier Dortmund)          | 13,43    |
| 3     | Elke Geist, geb. Kiel (LG Kappelberg)         | 13,74    |
| 4     | Marlies Gutewort (OSC Berlin)                 | 13,75    |
| 5     | Margit Nißl (LAC Quelle Fürth)                | 13,82    |
| 6     | Christa Mössner (SKV Eglosheim)               | 13,86    |
| 7     | Liesel Albert, geb. Krauhs (TV 1895 Elm)      | 13,35    |
| DNF   | Leonore Leidel (TSV Bayer 04 Leverkusen)      |          |

Datum: 7. August
Wind: +0,3 m/s

### 400 m Hürden
| Platz | Athletin, Verein                                     | Zeit           |
| ----- | ---------------------------------------------------- | -------------- |
| 1     | Erika Weinstein, geb. Götz (TSV Bayer 04 Leverkusen) | 0057,21 s BRel |
| 2     | Silvia Hollmann (OSC Thier Dortmund)                 | 0058,24 s00000 |
| 3     | Heike Neumann (SuS Schalke 96)                       | 0059,05 s00000 |
| 4     | Heide-Lore Bretz, geb. Schüler (TV Dillingen)        | 1:00,03 min000 |
| 5     | Marlies Gutewort (OSC Berlin)                        | 1:00,96 min000 |
| 6     | Gerlinde Gusek (SuS Schalke 96)                      | 1:01,20 min000 |
| 7     | Gudrun Sprengel (LBV Phönix Lübeck)                  | 1:01,35 min000 |
| 8     | Anne Godde (LG ESV/PSV Essen)                        | 1:02,65 min000 |

Datum: 29. Mai
fand in Dortmund statt
Erika Weinstein stellte hier als Deutsche Meisterin einen neuen DLV-Rekord nach elektronischer Messung auf.

### 4 × 100 m Staffel
| Platz | Verein, Besetzung                                                                                      | Zeit (s) |
| ----- | --- | -------- |
| 1     | OSC Thier Dortmund (Sabine Klösters, Ina Wallburg, Gaby Bußmann, Annegret Richter – geb. Irrgang)      | 45,08    |
| 2     | TSV Bayer 04 Leverkusen (Liesel Bömelburg, Erika Weinstein – geb. Götz, Elvira Possekel, Sabine Wecke) | 45,19    |
| 3     | TuS 04 Leverkusen (Elke Decker, Rita Meurer, Silvia Kempin – geb. Käwel, Rita Wilden – geb. Jahn)      | 45,46    |
| 4     | VfL Sindelfingen (Heidi-Elke Gaugel, Mary Wagner, Margit Eichler, Friedericke Vombohr)                 | 45,48    |
| 5     | VfL Wolfsburg (Christa Feeder, Silke Rasch, Schwenker, Bieler-Wilkes)                                  | 45,57    |
| 6     | LAC Quelle Fürth (Ulrike Jacob, Margit Nißl, Petra Sharp, Eva Wilms)                                   | 45,92    |
| 7     | LG USC Bochum (Ute Finger, Marlies Thiesmann, Annette Stein, Uta Höflich)                              | 46,02    |
| 8     | LG Frankfurt (Monika Welk, Astrid Fredebold, Dagmar Fuhrmann – geb. Jost, Dagmar Schenten)             | 46,90    |

Datum: 7. August

### 4 × 400 m Staffel
| Platz | Verein, Besetzung                                                                                             | Zeit (min) |
| ----- | --- | ---------- |
| 1     | TuS 04 Leverkusen (Gisela Klein – geb. Ellenberger, Brigitte Koczelnik, Elke Decker, Rita Wilden – geb. Jahn) | 3:37,9     |
| 2     | LG Ostsaar (Susanne Anlauf, Margarete Schöndorf, Karin Schneider, Margit Weller)                              | 3:41,6     |
| 3     | OSC Thier Dortmund (Rademacher, Wuttig, Bechthold, Elisabeth Schacht)                                         | 3:42,3     |
| 4     | SCC Berlin (Marion Claßen-Beblo, Sabina Beblo, Juppe, Staschik)                                               | 3:46,7     |
| 5     | SuS Schalke 96 (Hemforth, Stammen, Heveling, Heike Neumann)                                                   | 3:46,5     |
| 6     | LAV Hamburg Nord (Dammann, Karin Pesselhoy, Plöhn, Waidt)                                                     | 3:49,1     |
| 7     | Hamburger SV (Gesa Thiele, Petra Jürgensen, Ute Staehr, Susanne Gärtner)                                      | 3:49,1     |
| 8     | Düsseldorfer SC 99 (Becker, Rose, Hagemann, Schweigert)                                                       | 3:50,6     |

Datum: 6. August

### 3 × 800 m Staffel
| Platz | Verein, Besetzung                                                                         | Zeit (min) |
| ----- | ----------------------------------------------------------------------------------------- | ---------- |
| 1     | ASV Köln (Rita Windbrake, Ulla Meyer, Brigitte Kraus)                                     | 6:26,3     |
| 2     | TuS 04 Leverkusen (Gisela Klein – geb. Ellenberger, Petra Kleinbrahm, Brigitte Koczelnik) | 6:30,8     |
| 3     | VfL Sindelfingen (Elke Zimmermann, Silvia Erlenmaier, Margit Klier)                       | 6:39,7     |
| 4     | Sport-Union Annen I (Albers, Sabine Ohle, Franz)                                          | 6:43,3     |
| 5     | LG USC Freiburg (Beate Gutwein, Julia Rieger, Jutta Klaus)                                | 6:44,1     |
| 6     | LG Jägermeister Bonn-Troisdorf (Marlies Kühn, Ingrid Conrady, Päivi Roppo / Finnland)     | 6:45,6     |
| 7     | Düsseldorfer SC 99 (Hagemann, Rose, Finck)                                                | 6:46,2     |
| 8     | Sport-Union Annen II (Bettina Büngener, Simone Büngener, Berg)                            | 6:52,5     |

Datum: 18. September
fand in Waiblingen im Rahmen der Deutschen Jugendmeisterschaften statt

### Hochsprung
| Platz | Athletin, Verein                                               | Höhe (m) |
| ----- | -------------------------------------------------------------- | -------- |
| 1     | Marlis Wilken (LG Wilhelmshaven)                               | 1,86     |
| 2     | Karin Geese, geb. Wagner (Preussen Krefeld)                    | 1,86     |
| 3     | Gabriele Hahn (TK Hannover)                                    | 1,83     |
| 4     | Renate Boschert, geb. Pietschmann (SV Salamander Kornwestheim) | 1,83     |
| 5     | Sabine Serk (TuS Iserlohn)                                     | 1,83     |
| 6     | Brigitte Holzapfel (Preussen Krefeld)                          | 1,83     |
| 7     | Annette Harnack (TV Sontra)                                    | 1,80     |
| 8     | Hermine Rengstl (LG Regensburg)                                | 1,75     |

Datum: 6. August

### Weitsprung
| Platz | Athletin, Verein                             | Weite (m) |
| ----- | -------------------------------------------- | --------- |
| 1     | Christa Striezel, geb. Herzog (Hamburger SV) | 6,45      |
| 2     | Cilly Lemkamp (LAZ Rhede)                    | 6,41      |
| 3     | Sabine Wecke (TSV Bayer 04 Leverkusen)       | 6,32      |
| 4     | Ina Wallburg (OSC Thier Dortmund)            | 6,23      |
| 5     | Annette Stein (LG USC Bochum)                | 6,22      |
| 6     | Astrid Fredebold (LG Frankfurt)              | 6,19      |
| 7     | Birgit Wilkes (VfL Wolfsburg)                | 6,17      |
| 8     | Ute Hedicke (USC Mainz)                      | 6,14      |

Datum: 6. August

### Kugelstoßen
| Platz | Athletin, Verein                                     | Weite (m) |
| ----- | ---------------------------------------------------- | --------- |
| 1     | Eva Wilms (LAC Quelle Fürth)                         | 19,86     |
| 2     | Beatrix Philipp (LAC Quelle Fürth)                   | 16,55     |
| 3     | Marion Gröger (TuS 04 Leverkusen)                    | 15,49     |
| 4     | Jutta Weide (LG Bühl)                                | 14,78     |
| 5     | Birgit Salzer (TV Neuhausen)                         | 14,64     |
| 6     | Veronika Czorny (ASC Darmstadt)                      | 14,62     |
| 7     | Gabriele Mootz (TSV Neustadt / Holstein)             | 14,56     |
| 8     | Anne-Chatrine Rühlow, geb. Lafrenz (Preußen Münster) | 14,27     |

Datum: 7. August

### Diskuswurf
| Platz | Athletin, Verein                                     | Weite (m) |
| ----- | ---------------------------------------------------- | --------- |
| 1     | Ingra Manecke (TK Hannover)                          | 55,86     |
| 2     | Eva Wilms (LAC Quelle Fürth)                         | 55,70     |
| 3     | Marion Gröger (TuS 04 Leverkusen)                    | 50,58     |
| 4     | Doris Gutewort (OSC Berlin)                          | 49,88     |
| 5     | Petra Frank (LG Schwalmstadt)                        | 49,04     |
| 6     | Cornelia Sulek (LG Lech)                             | 48,74     |
| 7     | Anne-Chatrine Rühlow, geb. Lafrenz (Preußen Münster) | 47,90     |
| 8     | Hildegard Scherl (TSV 1880 Wasserburg)               | 47,32     |

Datum: 6. August

### Speerwurf
| Platz | Athletin, Verein                               | Weite (m) |
| ----- | ---------------------------------------------- | --------- |
| 1     | Marion Becker, geb. Steiner (USC München)      | 61,22     |
| 2     | Eva Helmschmidt (LG Kappelberg)                | 60,28     |
| 3     | Heidi Repser (LAG Lauf/Eschenau)               | 58,74     |
| 4     | Heide Adametz (LAG Lauf/Eschenau)              | 50,92     |
| 5     | Ingrid Thyssen (ASV Köln)                      | 50,80     |
| 6     | Ursula Pietschmann (USC München)               | 50,68     |
| 7     | Waltraud Glasauer, geb. Romberger (TSV Speyer) | 50,50     |
| 8     | Angela Wondratschek (Stuttgarter LC)           | 50,40     |

Datum: 6. August

### Fünfkampf,1977er Wertung
| Platz | Athletin, Verein                         | P – offiz. Wert. | P – 81er Wert. |
| ----- | ---------------------------------------- | ---------------- | -------------- |
| 1     | Eva Wilms (LAC Quelle Fürth)             | 4465             | 4486           |
| 2     | Liesel Albert, geb. Krauhs (TV 1895 Elm) | 4304             | 4261           |
| 3     | Christa Köhler (TSV Bayer 04 Leverkusen) | 4150             | 4137           |
| 4     | Sabine Wecke (TSV Bayer 04 Leverkusen)   | 3970             | 3915           |
| 5     | Ursula Buschhaus (TSV Gevelsberg)        | 3961             | 3864           |
| 6     | Karin Niemeyer (TG Göttingen)            | 3956             | 3863           |
| 7     | Tomoko Uchida / Japan (USC Mainz)        | 3948             | 3847           |
| 8     | Ulrike Jacob (LAC Quelle Fürth)          | 3908             | 3825           |

Datum: 27./28. August
fand in Hannover statt

### Fünfkampf,1977er Wertung– Mannschaftswertung
| Platz | Verein, Besetzung                                           | Leistung (Pkte) |
| ----- | ----------------------------------------------------------- | --------------- |
| 1     | LAC Quelle Fürth (Eva Wilms, Beatrix Philipp, Ulrike Jacob) | 12.566          |
| 2     | LAV co op Dortmund (Uta Walter, Elke Walter, Holtmeier)     | 10.941          |

Datum: 27./28. August
fand in Hannover statt
nur 2 Teams in der Wertung

### CrosslaufMittelstrecke –2950 m
| Platz | Athletin, Verein                           | Zeit (min) |
| ----- | ------------------------------------------ | ---------- |
| 1     | Monika Greschner (ASV Köln)                | 09:25,0    |
| 2     | Maria Mödl (MTV Ingolstadt)                | 09:41,6    |
| 3     | Sabine Greiner (TK Hannover)               | 09:52,0    |
| 4     | Annette Kraut (SV Salamander Kornwestheim) | 09:52,1    |
| 5     | Gabriele Klinger (TK Hannover)             | 10:01,2    |
| 6     | Irene Keppke (1. FC Nürnberg)              | 10:02,8    |
| 7     | Petra Jürgensen (Hamburger SV)             | 10:04,4    |
| 8     | Susanne Gärtner (Hamburger SV)             | 10:11,2    |

Datum: 5. März
fand in Neumünster statt

### CrosslaufMittelstrecke –2950 m, Mannschaftswertung
| Platz | Verein, Besetzung                                                  | Platzziffer |
| ----- | ------------------------------------------------------------------ | ----------- |
| 1     | TK Hannover (Sabine Greiner, Gabriele Klinger, Gerding)            | 19          |
| 2     | Hamburger SV (Petra Jürgensen, Susanne Gärtner, Remling)           | 25          |
| 3     | Bielefelder TG I (Rita Seggewiß, Koslowski, Gerlinde Püttmann)     | 50          |
| 4     | LBV Phönix Lübeck (Angela Jakobs, Marita Jeske – geb. Kloth, Göbe) | 55          |
| 5     | Bielefelder TG II (Büscher, Czechanowski, Steffi Böker)            | 66          |
| 6     | USC Mainz (Schmitt, Ursula Habermann, Erika Fisch)                 | 72          |

Datum: 5. März
fand in Neumünster statt
nur 6 Mannschaften in der Wertung

### CrosslaufLangstrecke –5750 m
| Platz | Athletin, Verein                                                    | Zeit (min) |
| ----- | ------------------------------------------------------------------- | ---------- |
| 1     | Charlotte Teske, geb. Bernhard (ASC Darmstadt)                      | 19:26,1    |
| 2     | Vera Kemper (TuS Neuenkamp)                                         | 19:35,4    |
| 3     | Renate Kieninger (LG Offenburg)                                     | 19:50,2    |
| 4     | Päivi Roppo / Finnland (LG Jägermeister Bonn-Troisdorf)             | 19:54,6    |
| 5     | Christa Vahlensieck, geb. Kofferschläger (Barmer TV 1846 Wuppertal) | 20:00,2    |
| 6     | Barbara Will (ASC Darmstadt)                                        | 20:02,0    |
| 7     | Manuela Angenvoorth, geb. Preuß (FC Bayer 05 Uerdingen)             | 20:08,0    |
| 8     | Mathilde Heuing (Bielefelder TG)                                    | 20:45,8    |

Datum: 5. März
fand in Neumünster statt

### CrosslaufLangstrecke –5750 m, Mannschaftswertung
| Platz | Verein, Besetzung                                                                    | Platzziffer |
| ----- | ------------------------------------------------------------------------------------ | ----------- |
| 1     | ASC Darmstadt (Charlotte Teske – geb. Bernhard, Barbara Will, Döge)                  | 22          |
| 2     | LG Jägermeister Bonn-Troisdorf (Päivi Roppo / Finnland, Heide Brenner, Ulrike Heinz) | 23          |
| 3     | TuS Neuenkamp (Vera Kemper, Lonny Hoffmann, Dieckmann)                               | 41          |

Datum: 5. März
fand in Neumünster statt
nur 3 Mannschaften in der Wertung